# Honjō Shigeru
Nam tước Honjō Shigeru (本庄 繁 (Bản Trang Phồn)), sinh ngày 10 tháng 5 năm 1876, mất ngày 30 tháng 11 năm 1945, là một Đại tướng của Lục quân Đế quốc Nhật Bản. Ông là người đi theo theo học thuyết Araki Sadao hăng hái nhất.

## Tiểu sử
Honjo được sinh ra trong một gia đình nông nghiệp ở tỉnh Hyogo, còn trẻ học tại các trường Quân sự Dự bị. Ông tốt nghiệp khóa 9 của Trường Sĩ quan Lục quân (Đế quốc Nhật Bản) năm 1897. Một số bạn cùng khóa về sau này giữ các chức vụ cao như Thủ tướng Abe Nobuyuki, Đại tướng Araki Sadao và Iwane Matsui. Năm 1902, ông tốt nghiệp khóa 19 trường Đại học Lục quân.
Honjo cùng với Trung đoàn Bộ binh 20 tham gia cuộc Chiến tranh Nga-Nhật, trong cuộc chiến này ông được thăng cấp Đại úy. Sau chiến tranh, ông được chuyển tới làm việc trong Bộ Tổng tham mưu Quân đội. Năm 1907- 1908, Honjo được phái đến Bắc Kinh và Thượng Hải, là một Tùy viên Quân sự, năm sau lên lon Thiếu tá. Sau một thời gian dài làm giảng viên tại trường Đại học Lục quân, ông được thăng chức Trung tá năm 1917, và được gửi đến châu Âu với vai trò Quan sát viên Quân sự sau Chiến tranh thế giới thứ nhất. Năm 1919, ông cùng quân đội Nhật Bản tham gia trong cuộc Can thiệp Siberi, chống lại Hồng quân Liên Xô ở miền đông nước Nga.
Honjo là sĩ quan chỉ huy Trung đoàn 11 từ năm 1919 - 1821. Ông là cố vấn cho Trương Tác Lâm (Chang Tso-lin) tại Mãn Châu từ năm 1921 - 1924. Ông được thăng chức Thiếu tướng năm 1922 và năm 1934 được chỉ huy Lữ đoàn Bộ binh 4. năm 1927 Honjo thăng chức Trung tướng và trở thành Tổng tư lệnh Sư đoàn 10 năm 1928. Năm 1931, ông làm Tổng Tư lệnh đạo quân Quan Đông ở Mãn Châu, chỉ huy Chiến dịch Phụng Thiên (nay là tỉnh Thẩm Dương) tiến hành xâm lược Mãn Châu.
Năm 1932, Honjo từ Bộ Tư lệnh quay trở về nước, tại đây ông được xem như một anh hùng dân tộc, và ông là một thành viên của Hội đồng chiến tranh tối cao từ năm 1932 - 1933. Ông được tặng thưởng nhiều huân chương cao quý và danh dự, chưa hết, ông được phong tước hiệu Danshaku, thuộc hệ thống quý tộc Kazoku.
Sau này ông nhận chức Trưởng trợ lý cho Hoàng đế Hirohito cho đến năm 1936, ông nghỉ hưu vì bị nghi ngờ có dính líu đến Sự kiện 26 tháng 2.
Cuối Chiến tranh Thế giới thứ hai, ông từ nơi nghỉ hưu đến phục vụ trong Hội đồng Cơ mật. Sau khi Nhật Bản đầu hàng vào năm 1945, ông bị chính quyền chiếm đóng Mĩ bắt và xét xử vì bị nghi nhờ là tội phạm chiến tranh, tuy nhiên, ông tự sát trước khi phiên tòa bắt đầu. Mộ ông được đặt tại Nghĩa trang Tama ở Fuchu, Tokyo.

### Sách
- Bix, Herbert B (2001). Hirohito and the Making of Modern Japan. Harper Perennial. ISBN 0-06-093130-2.
- Dorn, Frank (1974). The Sino-Japanese War, 1937-41; From Marco Polo Bridge to Pearl Harbor. MacMillan. isbn = 0025322001. {{Chú thích sách}}: Thiếu dấu sổ thẳng trong: |id= (trợ giúp)
- Dupuy, Trevor N. (1992). Encyclopedia of Military Biography. I B Tauris & Co Ltd. ISBN 1-85043-569-3.
- Hane, Mikiso (1982). Emperor Hirohito and His Chief Aide De Camp the Honjo Diary, 1933-36. University of Tokyo Press. isbn = 0860083195. {{Chú thích sách}}: Thiếu dấu sổ thẳng trong: |id= (trợ giúp)